# Machine (альбом Static-X)
Machine — другий студійний альбом американського індастріал-метал гурту Static-X.

## Список композицій
Автор музики і слів Вейн Статік, Тоні Кампос і Кен Джей. 
| #     | Назва                 | Тривалість |
| ----- | --------------------- | ---------- |
| 1.    | «Bien Venidos»        | 0:21       |
| 2.    | «Get to the Gone»     | 2:49       |
| 3.    | «Permanence»          | 4:01       |
| 4.    | «Black and White»     | 3:50       |
| 5.    | «This Is Not»         | 2:57       |
| 6.    | «Otsego Undead»       | 3:29       |
| 7.    | «Cold»                | 3:40       |
| 8.    | «Structural Defect»   | 3:39       |
| 9.    | «…In a Bag»           | 4:21       |
| 10.   | «Burn to Burn»        | 4:17       |
| 11.   | «Machine»             | 3:27       |
| 12.   | «A Dios Alma Perdida» | 5:58       |
| 42:55 |                       |            |

## Склад
- Вейн Статік — головний вокал, ритм-гітара, програмування, клавішні.
- Кен Джей — ударні.
- Коічі Фукуда — соло-гітара[12] , додаткові клавішні на «Otsego Undead».
- Тоні Кампос — бас, бек-вокал.
- Тріпп Айзен — соло-гітара[12]

## Нотатки
1. ↑  В оригінальних версіях Machine Айзену приписують гітару, хоча було широко відомо, що Статік грав на гітарі в альбомі; однак у наступних перевиданнях ім’я Айзена було видалено з приміток, а Фукуда натомість був названий гітаристом (і автором пісень).